# American Registry for Internet Numbers

Logo

RIR Zuständigkeit

Die American Registry for Internet Numbers (ARIN) ist die Regional Internet Registry für die USA, Kanada, Bermuda, die Bahamas und Teile der Karibik. Die Organisation wurde 1997 gegründet und war seitdem für die Vergabe von IP-Adressen und AS-Nummern in Nordamerika (USA, Kanada und einige Inseln der Karibik und des Nordatlantik) zuständig.
Seit 2002 hat die LACNIC die Aufgabe für Südamerika übernommen.
Afrika wurde 2005 offiziell durch die AfriNIC übernommen.
Die ARIN ist über die Address Supporting Organization an die ICANN angegliedert.
Sie hat ihren Sitz in Chantilly (Virginia), Fairfax County im US-Bundesstaat Virginia.